# Frank G. Allen
Frank G. Allen (* 6. Oktober 1874 in Lynn, Massachusetts; † 9. Oktober 1950 in Norwood, Massachusetts) war ein US-amerikanischer Politiker und von 1929 bis 1931 Gouverneur des Bundesstaates Massachusetts.

## Frühe Jahre und politischer Aufstieg
Frank Allen besuchte die öffentlichen Schulen seiner Heimat. Ab 1893 war er in der Firma seines zukünftigen Schwiegervaters, der Winslow Brothers and Smith Company, beschäftigt. In dieser Firma arbeitete er sich stetig nach oben. Von 1912 bis 1929 war er deren Präsident. Politisch wurde Allen Mitglied der Republikanischen Partei. Von 1915 bis 1922 war er Mitglied des Stadtrats von Norwood. Gleichzeitig gehörte er zwischen 1918 und 1919 dem Repräsentantenhaus von Massachusetts an, von 1920 bis 1924 dann dem Staatssenat. Als Vizegouverneur war er von 1925 bis 1929 Stellvertreter von Gouverneur Alvan T. Fuller, zu dessen Nachfolger er im November 1928 gewählt wurde. Dabei setzte er sich knapp mit 50:49 Prozent der Stimmen gegen den Demokraten Charles H. Cole durch.

## Gouverneur von Massachusetts
Frank Allen trat sein neues Amt am 3. Januar 1929 an. In seiner zweijährigen Amtszeit wurden die Kinderschutzgesetze verbessert und ein Rentengesetz verabschiedet. Gouverneur Allen ernannte erstmals zwei Frauen zu Richterinnen in Massachusetts. Damals wurde auch eine Steuer- und eine Industriekommission geschaffen. Auch das Gesundheitswesen wurde verbessert. Der zweite Teil von Allens Amtszeit bis zum 8. Januar 1931 war von den Auswirkungen der Weltwirtschaftskrise überschattet, die auch in Massachusetts ihre Spuren hinterließ. Im Jahr 1930 bewarb sich der Gouverneur erfolglos um seine Wiederwahl.
Nach dem Ende seiner Gouverneurszeit kehrte Allen zur Winslow Brothers and Smith Company zurück. Bis zu seinem Tod im Jahr 1950 blieb er deren Vorstandsvorsitzender. Frank Allen war zunächst mit Clara Winslow und später mit Eleanor Wallace verheiratet. Insgesamt hatte er drei Kinder.